# San Miguel (Putumayo)
San Miguel è un comune della Colombia facente parte del dipartimento di Putumayo.
Il comune venne istituito il 29 aprile 1994.